# Церковь Рождества Богородицы (Лихаури)
Церковь Рождества Богородицы в Лихаури (груз. ლიხაურის ღვთისმშობლის სახელობის ეკლესია) — храм Грузинской православной церкви в селе Лихаури, редкий для Грузии пример храма с каменной резьбой.

## История
Согласно Эквтиме Такаишвили и Дмитрию Бакрадзе, церковь в Лихаури была построена в 1352 году Кахабером I Гуриели. А. П. Эйснер приписывает строительство церкви Кахаберу, а строительство колокольни колокольни — царю Георгию и царице Елене (1483 г.).
На колокольне располагаются рельефное изображение бараньей головы и надпись, сделанная старинным грузинским письмом нусхури. Согласно этой надписи, прежнее название села — Рехеули.
В 1924 году церковь была разграблена, а в 1989 году — отреставрирована. В первой половине 1990-х годов была обновлена роспись стен (повреждённые фрагменты оригинальных фресок XV—XVI веков хранятся в Тбилисской художественной академии). В 2010—2011 годах около церкви были построены три железобетонные стены высотой 10 м и длиной 23 м для защиты от оползней.

## Иконы
Во время поездки в Гурию в 1873 году Дмитрий Бакрадзе описал четыре иконы из церкви Лихаури: две иконы Богородицы, икону Спасителя и икону святого Иакова.
В описание Дмитрия Ермакова от 1896 года входят: три иконы Спасителя, а также иконы Богородицы, святого Иакова и святого Георгия Победоносца.
Описания икон также делали Никодим Кондаков в 1890 году и Эквтиме Такаишвили в 1907 году.
| Изображение | Размер      | Упоминания                                                              |
| ----------- | ----------- | ----------------------------------------------------------------------- |
|             | 0,24х0,17 м | Никодим Кондаков, Дмитрий Ермаков                                       |
|             | 0,37x0,3 м  | Дмитрий Бакрадзе, Никодим Кондаков, Эквтиме Такаишвили, Дмитрий Ермаков |
|             | 0,12x0,1 м  | Дмитрий Бакрадзе, Никодим Кондаков, Дмитрий Ермаков                     |
|             | 0,31х0,23 м | Никодим Кондаков, Эквтиме Такаишвили, Дмитрий Ермаков                   |
|             | 0,3x0,21 м  | Никодим Кондаков, Дмитрий Ермаков                                       |
|             |             | Дмитрий Бакрадзе, Никодим Кондаков, Дмитрий Ермаков                     |